# Qualificazioni al campionato europeo maschile di pallamano 2024
Le qualificazioni al campionato europeo si sono sviluppano su due fasi. Alla prima fase hanno partecipato 8 squadre nazionali, che hanno disputato partite di andata e ritorno: al termine delle partite le squadre qualificate raggiungono la seconda fase.
Alla seconda fase partecipano 32 squadre nazionali, ovvero 28 nazionali ammesse direttamente più le quattro vincitrici della prima fase, suddivise in otto gironi da quattro squadre ciascuno. In ciascun raggruppamento si disputa un girone all'italiana con partite di andata e ritorno e le prime due classificate di ciascun girone più le migliori quattro terze sono ammesse alla fase finale del campionato europeo.

## Prima fase

### Fasce
Il sorteggio per il primo turno di qualificazione ha avuto luogo il 19 agosto 2021 a Vienna, Austria.. Le squadre vincenti passano alla fase due.
| Pot 1                              | Pot 2                             |
| ---------------------------------- | --------------------------------- |
| Lussemburgo Georgia Cipro Bulgaria | Finlandia Belgio Turchia Lettonia |

### Risultati
| Squadra 1   | Totale | Squadra 2 | Andata | Ritorno |
| ----------- | ------ | --------- | ------ | ------- |
| Turchia     | 64-54  | Cipro     | 35–28  | 29–26   |
| Georgia     | 45-52  | Finlandia | 22–22  | 23–30   |
| Lettonia    | 72-55  | Bulgaria  | 36–23  | 36–32   |
| Lussemburgo | 53-59  | Belgio    | 26–32  | 27–27   |

#### Andata
| Arbitri: | Valery Butskevich Yuri Butskevich |

|               |           |            |
| Orjonikidze 7 | Marcatori | Granlund 6 |

| Arbitri: | Marko Boričić Dejan Marković |

|              |           |            |
| Kanberoglu 8 | Marcatori | Argyrou 11 |

| Arbitri: | Saïd Bounouara Khalid Sami |

|         |           |            |
| Guden 8 | Marcatori | Glorieux 8 |

| Arbitri: | Marion Kull Alvar Tint |

|               |           |                     |
| Kreicbergs 11 | Marcatori | Dimitrov, Vasilev 5 |

#### Ritorno
| Arbitri: | Bartosz Leszczyński Marcin Piechota |

|                     |           |               |
| Säkkinen, Syrjälä 7 | Marcatori | Dikhaminjia 5 |

| Arbitri: | Michal Baďura Jaroslav Ondogrecula |

|                         |           |          |
| Argyrou, Demosthenous 7 | Marcatori | Biçer 12 |

| Arbitri: | Miklos Andorka Robert Hucker |

|           |           |            |
| Spooren 9 | Marcatori | Hoffmann 7 |

| Arbitri: | Marion Kull Alvar Tint |

|           |           |        |
| Vasilev 9 | Marcatori | Leja 8 |

## Seconda fase

### Squadre partecipanti
| Metodo di qualificazione                                                                          | Squadra |
| ------------------------------------------------------------------------------------------------- | --- |
| Partecipazione a Euro22                                                                           | Austria Bielorussia Bosnia ed Erzegovina Croazia Francia Islanda Lituania Macedonia del Nord Montenegro Norvegia Paesi Bassi Polonia Portogallo Rep. Ceca Russia Serbia Slovacchia Slovenia Ucraina Ungheria |
| Eliminate dalla fase finale delle Qualificazioni al campionato europeo maschile di pallamano 2022 | Estonia Fær Øer Grecia Israele Italia Kosovo Romania Svizzera |
| Vincitori della Prima fase                                                                        | Belgio Finlandia Georgia Lettonia Lussemburgo Turchia |

### Fasce
Le fasce d'estrazione per i gironi sono state annunciate il 22 Marzo 2022. Il sorteggio si è tenuto il 31 marzo 2022 a Berlino
| Pot 1                                                                 | Pot 2                                                                               | Pot 3                                                                            | Pot 4                                                              |
| --------------------------------------------------------------------- | ----------------------------------------------------------------------------------- | -------------------------------------------------------------------------------- | ------------------------------------------------------------------ |
| Norvegia Francia Croazia Slovenia Ungheria Portogallo Islanda Austria | Rep. Ceca Polonia Paesi Bassi Montenegro Macedonia del Nord Serbia Svizzera Ucraina | Bosnia ed Erzegovina Lituania Lettonia Israele Slovacchia Turchia Romania Grecia | Kosovo Belgio Estonia Fær Øer Finlandia Italia Georgia Lussemburgo |

### Gruppo 1

#### Classifica
| Pos | Squadra            | G | V | N | P | GF  | GS  | DG  | Pt | Qualificazione |
| --- | ------------------ | - | - | - | - | --- | --- | --- | -- | -------------- |
| 1   | Portogallo         | 6 | 6 | 0 | 0 | 210 | 151 | +59 | 12 | Qualificato    |
| 2   | Macedonia del Nord | 6 | 4 | 0 | 2 | 182 | 162 | +20 | 8  | Qualificato    |
| 3   | Turchia            | 6 | 2 | 0 | 4 | 177 | 196 | −19 | 4  |                |
| 4   | Lussemburgo        | 6 | 0 | 0 | 6 | 135 | 195 | −60 | 0  |                |

#### Risultati

##### Andata
| Arbitri: | Budzák Záhradník |

|               |           |          |
| 3 giocatori 5 | Marcatori | Werdel 5 |

| Arbitri: | Pétursson Þrastarson |

|            |           |              |
| F. Costa 5 | Marcatori | Yağmuroğlu 6 |

| Arbitri: | Brkic Jusufhodzic |

|           |           |                     |
| Karakoç 7 | Marcatori | Manaskov, Taleski 5 |

| Arbitri: | Vujačić Kažanegra |

|            |           |                       |
| Hoffmann 5 | Marcatori | Fernandes, Iturriza 5 |

| Arbitri: | Ivanauskas Jencevicius |

|              |           |            |
| Tironzelli 6 | Marcatori | Hacıoğlu 6 |

| Arbitri: | Boričić Marković |

|                          |           |          |
| Kuzmanovski, Serafimov 5 | Marcatori | Areia 10 |

##### Ritorno
| Arbitri: | Sirbu Serdiuc |

|              |           |        |
| Yağmuroğlu 7 | Marcatori | Ilic 5 |

| Arbitri: | Madsen Moretensen |

|                    |           |                |
| cinque giocatori 4 | Marcatori | Kuzmanovski 10 |

| Arbitri: | Weijmans Wolbertus |

|        |           |           |
| Döne 6 | Marcatori | Martins 8 |

| Arbitri: | Em. Aghakishi Er. Aghakishi |

|           |           |           |
| Kaysen 10 | Marcatori | Taleski 8 |

| Arbitri: | Capoccia Jucker |

|               |           |                   |
| 4 giocatori 5 | Marcatori | Hoffmann, Weyer 5 |

| Arbitri: | Lindenbaum Laron |

|                   |           |                    |
| Mitev. Peševski 5 | Marcatori | Pehlivan, Tınkır 5 |

### Gruppo 2

#### Classifica
| Pos | Squadra    | G | V | N | P | GF  | GS  | DG  | Pt | Qualificazione |
| --- | ---------- | - | - | - | - | --- | --- | --- | -- | -------------- |
| 1   | Norvegia   | 6 | 5 | 0 | 1 | 197 | 144 | +53 | 10 | Qualificato    |
| 2   | Serbia     | 6 | 5 | 0 | 1 | 178 | 159 | +19 | 10 | Qualificato    |
| 3   | Slovacchia | 6 | 1 | 0 | 5 | 155 | 190 | −35 | 2  |                |
| 4   | Finlandia  | 6 | 1 | 0 | 5 | 153 | 190 | −37 | 2  |                |

#### Risultati

##### Andata
| Arbitri: | Carmaux Mursch |

|              |           |                |
| Pechmalbec 6 | Marcatori | M. Granlund 10 |

| Arbitri: | S. Yovchev Z. Yovchev |

|            |           |               |
| Barthold 9 | Marcatori | 3 giocatori 4 |

| Arbitri: | Canbro Kliko |

|                      |           |            |
| Helander, Karlsson 6 | Marcatori | Barthold 7 |

| Arbitri: | Leszczyński Piechota |

|          |           |                      |
| Potisk 6 | Marcatori | Kukić, Radivojević 7 |

| Arbitri: | Horváth Marton |

|                           |           |       |
| Pechamlbec, Radivojević 5 | Marcatori | Rød 6 |

| Arbitri: | Stark Ştefan |

|               |           |          |
| M. Granlund 8 | Marcatori | Potisk 6 |

##### Ritorno
| Arbitri: | Ivanović Vujisić |

|                 |           |               |
| Hlinka, Péchy 5 | Marcatori | M. Granlund 7 |

| Arbitri: | Álvarez Bustamante |

|            |           |            |
| Sagosen 12 | Marcatori | Marsenić 5 |

| Arbitri: | Hofer Schmidhuber |

|         |           |         |
| Urban 7 | Marcatori | Blonz 6 |

| Arbitri: | Fukala Mohyla |

|               |           |           |
| M. Granlund 9 | Marcatori | N. Ilić 8 |

| Arbitri: | Klompers Stobbe |

|             |           |                            |
| Rød, Lien 5 | Marcatori | M. Granlund, Hjálmarsson 6 |

| Arbitri: | Čerņavskis Bogdanovs |

|               |           |         |
| 3 giocatori 6 | Marcatori | Urban 7 |

### Gruppo 3

#### Classifica
| Pos | Squadra   | G | V | N | P | GF  | GS  | DG  | Pt | Qualificazione |
| --- | --------- | - | - | - | - | --- | --- | --- | -- | -------------- |
| 1   | Islanda   | 6 | 5 | 0 | 1 | 185 | 136 | +49 | 10 | Qualificato    |
| 2   | Rep. Ceca | 6 | 5 | 0 | 1 | 160 | 141 | +19 | 10 | Qualificato    |
| 3   | Estonia   | 6 | 1 | 0 | 5 | 147 | 186 | −39 | 2  |                |
| 4   | Israele   | 6 | 1 | 0 | 5 | 158 | 187 | −29 | 2  |                |

#### Risultati

##### Andata
| Arbitri: | Šniurevičius Grigalionis |

|         |           |               |
| Klíma 6 | Marcatori | Löpp, Rooba 4 |

| Arbitri: | Rauchs Linster |

|                |           |            |
| Kristjánsson 7 | Marcatori | Lumbroso 5 |

| Arbitri: | Christiansen Hansen |

|        |           |            |
| Toom 8 | Marcatori | Elísson 12 |

| Arbitri: | I. Covalciuc A. Covalciuc |

|            |           |                 |
| Lumbroso 6 | Marcatori | Hrstka, Klíma 6 |

| Arbitri: | Gubica Milošević |

|                 |           |                   |
| tre giocatori 4 | Marcatori | V. Kristjánsson 7 |

| Arbitri: | Mikelič Paradina |

|         |           |         |
| Toom 11 | Marcatori | Dayan 9 |

##### Ritorno
| Arbitri: | Bíró Kiss |

|                                    |           |         |
| G. Kristjánsson, V. Kristjánsson 6 | Marcatori | Klíma 6 |

| Arbitri: | Božinovski Načevski |

|                  |           |           |
| Cohen, Mosindi 6 | Marcatori | Patrail 6 |

| Arbitri: | Santos Fonseca |

|              |           |          |
| Lees, Löpp 5 | Marcatori | Hrstka 6 |

| Arbitri: | Jović Arnautović |

|          |           |                   |
| Natsia 7 | Marcatori | K. Kristjánsson 8 |

| Arbitri: | Antić Jakovljević |

|           |           |            |
| Elísson 8 | Marcatori | Mamporia 5 |

| Arbitri: | Vešović Mitrović |

|         |           |             |
| Klíma 7 | Marcatori | Turkenitz 6 |

### Gruppo 4

#### Classifica
| Pos | Squadra | G | V | N | P | GF  | GS  | DG  | Pt | Qualificazione |
| --- | ------- | - | - | - | - | --- | --- | --- | -- | -------------- |
| 1   | Austria | 6 | 6 | 0 | 0 | 208 | 182 | +26 | 12 | Qualificato    |
| 2   | Romania | 6 | 2 | 0 | 4 | 173 | 173 | 0   | 4  | Qualificato    |
| 3   | Fær Øer | 6 | 2 | 0 | 4 | 164 | 174 | −10 | 4  |                |
| 4   | Ucraina | 6 | 2 | 0 | 4 | 171 | 187 | −16 | 4  |                |

#### Risultati

##### Andata
| Arbitri: | Baumgart Wild |

|             |           |             |
| Turchenko 9 | Marcatori | Mikkelsen 5 |

| Arbitri: | D. Martins R. Martins |

|          |           |          |
| Weber 12 | Marcatori | Negru 11 |

| Arbitri: | A. Konjičanin D. Konjičanin |

|            |           |             |
| Grigoraş 9 | Marcatori | Turchenko 7 |

| Arbitri: | Jørum Kleven |

|             |           |           |
| Ó. Mittún 7 | Marcatori | Hutecek 9 |

| Arbitri: | Lah Sok |

|                   |           |          |
| West Av Teigum 11 | Marcatori | Tarita 6 |

| Arbitri: | Nikolov Načevski |

|             |           |          |
| Akimenko 10 | Marcatori | Wagner 8 |

##### Ritorno
| Arbitri: | Sekulić Jovandić |

|                 |           |                  |
| tre giocatori 4 | Marcatori | West Av Teigum 4 |

| Arbitri: | Jurinović Mrvica |

|         |           |             |
| Bylik 6 | Marcatori | Turchenko 8 |

| Arbitri: | Erdoğan Özdeniz |

|          |           |         |
| Nistor 7 | Marcatori | Bylik 7 |

| Arbitri: | K. Gasmi R. Gasmi |

|                         |           |           |
| Ellefsen á Skipagøtu 13 | Marcatori | Horiha 10 |

| Arbitri: | Ivanović Vujisić |

|         |           |                   |
| Weber 7 | Marcatori | West Av Teigum 10 |

| Arbitri: | Kurtagic Wetterwik |

|                     |           |                   |
| Akimenko, Denysov 6 | Marcatori | Negru, Stanciuc 6 |

### Gruppo 5

#### Classifica
| Pos | Squadra     | G | V | N | P | GF  | GS  | DG  | Pt | Qualificazione |
| --- | ----------- | - | - | - | - | --- | --- | --- | -- | -------------- |
| 1   | Paesi Bassi | 6 | 4 | 1 | 1 | 170 | 157 | +13 | 9  | Qualificato    |
| 2   | Croazia     | 6 | 4 | 1 | 1 | 180 | 164 | +16 | 9  | Qualificato    |
| 3   | Grecia      | 6 | 3 | 0 | 3 | 161 | 172 | −11 | 6  |                |
| 4   | Belgio      | 6 | 0 | 0 | 6 | 151 | 169 | −18 | 0  |                |

#### Risultati

##### Andata
| Arbitri: | Andorka Hucker |

|          |           |          |
| Glavaš 6 | Marcatori | Tziras 5 |

| Arbitri: | E. Vitaku A. Vitaku |

|          |           |                   |
| Smits 12 | Marcatori | Qerimi, Spooren 6 |

| Arbitri: | R. Thiyagarajah S. Thiyagarajah |

|                   |           |               |
| Gillé, Vancosen 6 | Marcatori | 3 giocatori 6 |

| Arbitri: | Boričić Marković |

|               |           |         |
| 4 giocatori 7 | Marcatori | Smits 7 |

| Arbitri: | Gatelis Mažeika |

|            |           |           |
| K. Smits 8 | Marcatori | Karačić 9 |

| Arbitri: | Caçador Nicolau |

|            |           |                 |
| De Beule 7 | Marcatori | tre giocatori 4 |

##### Ritorno
| Arbitri: | Brkic Jusufhodzic |

|                   |           |          |
| Mallios, Tsokas 6 | Marcatori | Colman 6 |

| Arbitri: | Brunner Salah |

|         |           |           |
| Maraš 5 | Marcatori | Baijens 6 |

| Arbitri: | Horáček Novotný |

|          |           |            |
| Savvas 6 | Marcatori | Cindrić 10 |

| Arbitri: | Bíró Kiss |

|          |           |              |
| Robyns 6 | Marcatori | Ten Velde 10 |

| Arbitri: | Pirvu Potîrniche |

|           |           |               |
| Cindrić 9 | Marcatori | 5 giocatori 5 |

| Arbitri: | Baumgart Wirt |

|            |           |          |
| K. Smits 9 | Marcatori | Savvas 7 |

### Gruppo 6

#### Classifica
| Pos | Squadra  | G | V | N | P | GF  | GS  | DG  | Pt | Qualificazione |
| --- | -------- | - | - | - | - | --- | --- | --- | -- | -------------- |
| 1   | Ungheria | 6 | 5 | 0 | 1 | 226 | 168 | +58 | 10 | Qualificato    |
| 2   | Svizzera | 6 | 4 | 0 | 2 | 163 | 161 | +2  | 8  | Qualificato    |
| 3   | Georgia  | 6 | 2 | 0 | 4 | 156 | 174 | −18 | 4  |                |
| 4   | Lituania | 6 | 1 | 0 | 5 | 153 | 195 | −42 | 2  |                |

#### Risultati

##### Andata
| Arbitri: | Kaluđerović Vujačić |

|          |           |                 |
| Schmid 8 | Marcatori | Tskhovrebadze 7 |

| Arbitri: | Pandžić Mošorinski |

|         |           |                             |
| Lékai 5 | Marcatori | Malašinskas, Rasakevičius 5 |

| Arbitri: | Mitrevski Todorovski |

|             |           |          |
| Babarskas 6 | Marcatori | Rubin 10 |

| Arbitri: | Sirbu Serdiuc |

|                 |           |        |
| Tskhovrebadze 6 | Marcatori | Bóka 8 |

| Arbitri: | Panayides Andreou |

|                 |           |           |
| Tskhovrebadze10 | Marcatori | Jovaiša 4 |

| Arbitri: | Schulze Tönnies |

|         |           |          |
| Rubin 8 | Marcatori | Lékai 14 |

##### Ritorno
| Arbitri: | Picard Vauchez |

|              |           |                           |
| Babarskas 11 | Marcatori | Dikhaminjia, Kalandadze 7 |

| Arbitri: | Leszczyński Piechota |

|          |           |                   |
| Rosta 10 | Marcatori | Aellen, Meister 5 |

| Arbitri: | Mandák Rudinský |

|              |           |         |
| Kalandadze 6 | Marcatori | Rubin 6 |

| Arbitri: | M. Sá V. Sá |

|               |           |               |
| Malašinskas 7 | Marcatori | Imra, Rosta 9 |

| Arbitri: | Fotakidis Kinatzidis |

|          |           |                 |
| Hanusz 7 | Marcatori | Tskhovrebadze 8 |

| Arbitri: | Bolic Hurich |

|         |           |               |
| Laube 5 | Marcatori | Malašinskas 5 |

### Gruppo 7

#### Classifica
| Pos | Squadra              | G | V | N | P | GF  | GS  | DG  | Pt | Qualificazione |
| --- | -------------------- | - | - | - | - | --- | --- | --- | -- | -------------- |
| 1   | Slovenia             | 6 | 5 | 0 | 1 | 185 | 158 | +27 | 10 | Qualificato    |
| 2   | Bosnia ed Erzegovina | 6 | 4 | 0 | 2 | 147 | 153 | −6  | 8  | Qualificato    |
| 3   | Montenegro           | 6 | 3 | 0 | 3 | 173 | 163 | +10 | 6  |                |
| 4   | Kosovo               | 6 | 0 | 0 | 6 | 136 | 167 | −31 | 0  |                |

#### Risultati

##### Andata
| Arbitri: | Bolic Hurich |

|           |           |             |
| Vujović 8 | Marcatori | Tahirukaj 5 |

| Arbitri: | Caçador Nicolau |

|        |           |          |
| Vlah 7 | Marcatori | Građan 5 |

| Arbitri: | Mandák Rudinský |

|         |           |        |
| Gjuka 7 | Marcatori | Janc 6 |

| Arbitri: | Horváth Marton |

|              |           |           |
| Davidović 10 | Marcatori | Vujović 8 |

| Arbitri: | Carmaux Mursch |

|             |           |                   |
| Tahirukaj 5 | Marcatori | Bošković, Burić 5 |

| Arbitri: | Hansen Madsen |

|                           |           |        |
| Kaluđerović, B. Vujović 5 | Marcatori | Vlah 8 |

##### Ritorno
| Arbitri: | Pirvu Potirniche |

|         |           |         |
| Burić 7 | Marcatori | Dedaj 5 |

| Arbitri: | Marín Garcia |

|         |           |              |
| Janc 10 | Marcatori | B. Vujović 8 |

| Arbitri: | Jerlecki Łabuń |

|            |           |         |
| S. Burić 7 | Marcatori | Novak 6 |

| Arbitri: | C. Hannes D. Hannes |

|             |           |              |
| Tahirukaj 6 | Marcatori | B. Vujović 7 |

| Arbitri: | Kinnari Skogberg |

|                     |           |         |
| Jovičić, Strmljan 6 | Marcatori | Dedaj 8 |

| Arbitri: | Tzaferopoulos Bethmann |

|                       |           |          |
| Radović, M. Vujović 6 | Marcatori | Herceg 7 |

### Gruppo 8

#### Classifica
| Pos | Squadra  | G | V | N | P | GF  | GS  | DG  | Pt | Qualificazione |
| --- | -------- | - | - | - | - | --- | --- | --- | -- | -------------- |
| 1   | Francia  | 6 | 6 | 0 | 0 | 222 | 148 | +74 | 12 | Qualificato    |
| 2   | Polonia  | 6 | 4 | 0 | 2 | 184 | 153 | +31 | 8  | Qualificato    |
| 3   | Italia   | 6 | 2 | 0 | 4 | 173 | 188 | −15 | 4  |                |
| 4   | Lettonia | 6 | 0 | 0 | 6 | 116 | 206 | −90 | 0  |                |

#### Risultati

##### Andata
| Arbitri: | Jović Arnautović |

|          |           |            |
| Moryto 9 | Marcatori | Parisini 8 |

| Arbitri: | Kinnari Skogberg |

|                  |           |               |
| Fabregas, Nahi 5 | Marcatori | Kurzemnieks 5 |

| Arbitri: | Tzaferopoulos Bethmann |

|            |           |           |
| Pančenko 5 | Marcatori | Moryto 10 |

| Arbitri: | Fukala Mohyla |

|            |           |           |
| Parisini 7 | Marcatori | Tournat 7 |

| Arbitri: | Pavićević Ražnatović |

|            |           |         |
| Widomski 5 | Marcatori | Nahi 10 |

| Arbitri: | R. Geraets P. Geraets |

|            |           |            |
| Marrochi 6 | Marcatori | Geislers 6 |

##### Ritorno
| Arbitri: | Merz Kuttler |

|             |           |           |
| Mem, Nahi 5 | Marcatori | Czuwara 5 |

| Arbitri: | Andorka Hucker |

|             |           |                        |
| Veršakovs 8 | Marcatori | Dapiran, L. Prantner 5 |

| Arbitri: | Härgin Makejev |

|           |           |                     |
| Piļpuks 4 | Marcatori | quattro giocatori 5 |

| Arbitri: | Sekulić Jovandić |

|             |           |           |
| Marrochi 11 | Marcatori | Syprzak 7 |

| Arbitri: | Maia Nunes |

|               |           |           |
| 3 giocatori 6 | Marcatori | Dapiran 6 |

| Arbitri: | Me. Ilievski Mi. Ilievski |

|          |           |          |
| Moryto 6 | Marcatori | Juzups 6 |

### Ranking per le terze classificate
Le migliori quattro squadre classificatesi in terza posizione nei rispettivi gironi, passano alla fase finale. Per questa speciale classifica non sono state prese in considerazione le partite giocate contro le squadre arrivate ultime nei rispettivi gironi.
| Pos | Gr | Squadra    | G | V | N | P | GF  | GS  | DG  | Pt | Qualificazione |
| --- | -- | ---------- | - | - | - | - | --- | --- | --- | -- | -------------- |
| 1   | 7  | Montenegro | 4 | 1 | 0 | 3 | 118 | 119 | −1  | 2  | Fase finale    |
| 2   | 4  | Fær Øer    | 4 | 1 | 0 | 3 | 106 | 119 | −13 | 2  | Fase finale    |
| 3   | 5  | Grecia     | 4 | 1 | 0 | 3 | 109 | 124 | −15 | 2  | Fase finale    |
| 4   | 6  | Georgia    | 4 | 1 | 0 | 3 | 97  | 121 | −24 | 2  | Fase finale    |
| 5   | 3  | Estonia    | 4 | 0 | 0 | 4 | 101 | 130 | −29 | 0  |                |
| 6   | 1  | Turchia    | 4 | 0 | 0 | 4 | 116 | 147 | −31 | 0  |                |
| 7   | 8  | Italia     | 4 | 0 | 0 | 4 | 108 | 142 | −34 | 0  |                |
| 8   | 2  | Slovacchia | 4 | 0 | 0 | 4 | 96  | 135 | −39 | 0  |                |